# ZSD Nysa
 (août 2013).
Si vous disposez d'ouvrages ou d'articles de référence ou si vous connaissez des sites web de qualité traitant du thème abordé ici, merci de compléter l'article en donnant les références utiles à sa vérifiabilité et en les liant à la section « Notes et références ».
Le ZSD Nysa est un véhicule utilitaire polonais, construit à base de FSO Warszawa entre 1958 et 1994 par Zakład Samochodów Dostawczych à Nysa.
Le ZSD Nysa connaît son plus grand succès dans les années 1970. Non seulement il domine le marché polonais des utilitaires, mais aussi est exporté dans 35 pays. Les principaux destinataires sont: la Bulgarie, le Cambodge, la Chine, la Colombie, la Corée du Nord, Cuba, l'Égypte, l'Équateur, l'Espagne, la Finlande, la France, le Ghana, la Hongrie, l'Irak, la Norvège, la RFA, le Soudan, la Tchécoslovaquie, la Turquie, l'URSS et le Vietnam.
Le 3 février 1994 sort des usines d'assemblage le dernier véhicule Nysa.
Au total 380 575 exemplaires toutes versions confondues (ambulance, fourgon, minibus, plateau-ridelle) ont été construits.